# Marian Pilarski

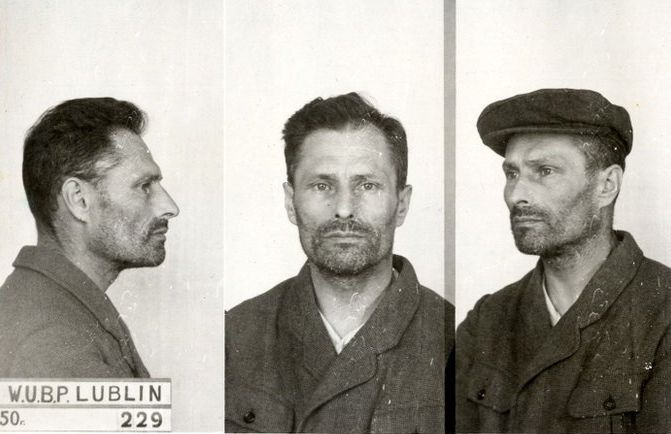
Marian Pilarski po aresztowaniu przez MBP 1950

Marian Pilarski, ps. „Grom”, „Jar”, „Olgierd”, „Bończa” „Major 134” (ur. 30 lipca 1899 w Pisarzowicach, zm. 4 marca 1952 w Lublinie) – polski działacz podziemia niepodległościowego w czasie II wojny światowej oraz powojennego podziemia antykomunistycznego, komendant Obwodu Zamojskiego Zrzeszenia Wolność i Niezawisłość i Inspektor II Inspektoratu Zamojskiego Armii Krajowej.

## Życiorys
W kwietniu 1915 wstąpił do Legionów, służył w 3 pułku piechoty. Po odzyskaniu niepodległości walczył z Czechami na Śląsku Cieszyńskim. Od lutego 1919 do listopada 1921 roku w 30 pułku Strzelców Kaniowskich. Dwukrotnie ranny w 1919 roku i 1920 roku.
Brał udział w walkach o Lwów, a następnie w 1920 roku w wojnie polsko-bolszewickiej po której zakończeniu służył w 83 pułku Strzelców Poleskich w Kobryniu. Pełnił funkcje adiutanta dowódcy baonu Mariana Ścisłowskiego, szefa II baonu, szefa 4 kompanii strzelców, szefa 8 kompanii, szefa 5 kompanii, dowódcy plutonu i kancelisty pułkowego.
Awans na chorążego uzyskał w 1935.
Podczas polskiej wojny obronnej września 1939 walczył w bitwie pod Kockiem. W październiku 1939 roku po bitwie pod Kockiem dostał się do niewoli, skąd pod Małogoszczą zbiegł z transportu do Niemiec i rozpoczął na Zamojszczyźnie działalność konspiracyjną w strukturach SZP, ZWZ i AK. Od 1940 pod pseudonimem „Grom” działał w konspiracji na terenie Tyszowiec, od listopada 1943 do czerwca 1944 pełniąc funkcję komendanta placówki AK w Tyszowcach i dowódcy 21 kompanii tyszowieckiej Inspektoratu Zamojskiego AK. .
W 1944 r. oddział Mariana Pilarskiego ochraniał prawie 4 tys. polskich uciekinierów, którzy schronili się w Tyszowicach. Brał też czynny udział w walkach z atakującymi sotniami UPA. 
Po wkroczeniu Armii Czerwonej do Polski Pilarski zaangażował się w działalność podziemia antykomunistycznego. Był jednym z organizatorów Zrzeszenia Wolność i Niezawisłość na Zamojszczyźnie. Od połowy 1945 działał jako oficer wywiadu Obwodu Zamojskiego WiN pod pseudonimem „Jar”, zaś od 1946 pełnił funkcję komendanta tegoż Obwodu, a następnie Inspektora Inspektoratu Zamojskiego WiN. Sztab mieścił się w klasztorze w Radecznicy i nosił kryptonim „Zamek”. Na jego rozkaz 8 maja 1946 roku zostało rozbite więzienie zamojskie. Akcją dowodził porucznik Roman Szczur „Urszula”. Zostało uwolnionych 301 więźniów. Wskazuje się, że jesienią 1946 roku awansował do stopnia majora. Informacja ta nie została to jednak potwierdzona, bowiem jeszcze w czerwcu 1945 r. Marian Pilarski miał stopień chorążego. Nadto brak jakichkolwiek rozkazów o jego mianowaniu do stopnia. Zimą tegoż roku major Hieronim Dekutowski „Zapora” przekazał Marianowi Pilarskiemu oddział dowodzony przez Tadeusza Skraińskiego „Jadzinka”. W 1947 roku na wyraźny rozkaz swoich przełożonych ujawnił się w Zamościu. Zaraz wrócił do klasztoru w Radecznicy celem ukrycia archiwum AK-WiN. Nie zaprzestał jednak działalności konspiracyjnej. Rozpoczął tworzyć nowe struktury konspiracyjne. Wiosną 1948 roku w klasztorze w Radecznicy odbyła się uroczysta przysięga konspiratorów i tym samym został utworzony II Inspektorat Zamojski Armii Krajowej. Na jego czele stanął major Marian Pilarski „Jar”.
12 kwietnia 1950 został aresztowany i osadzony w więzieniu zamojskim, a następnie na zamku lubelskim. W 1951 roku Pilarski został skazany przez mjr. LWP Mieczysława Widaja na podst. art.86 §2 KKWP i art.1 §3 Dekr. z 13.06.36 r. w Wojskowym Sądzie Rej. w Lublinie nr akt Sr.406/51 na karę śmierci. 4 marca 1952 został zamordowany w podziemiach Zamku Lubelskiego przez komunistów, a zwłoki pogrzebano anonimowo. W styczniu 2017 szczątki Mariana Pilarskiego i Stanisława Biziora ps. „Eam” zostały odnalezione na cmentarzu przy ul. Unickiej w Lublinie. Znajdowały się one pod grobem zbudowanym w latach 80. Informację o identyfikacji szczątków podano do wiadomości w marcu 2017.
14 października 2017 w Radecznicy odbył się uroczysty pogrzeb.
Pośmiertnie awansowany do stopnia pułkownika WP. W 2007 r. Prezydent RP Lech Kaczyński odznaczył pośmiertnie Mariana Pilarskiego Krzyżem Komandorskim Orderu Odrodzenia Polski za wybitne zasługi dla niepodległości Rzeczypospolitej Polskiej.

## Ordery i odznaczenia
- Krzyż Komandorski Orderu Odrodzenia Polski (pośmiertnie, 2007)[3]
- Krzyż Walecznych[9]
- Krzyż Zasługi[9]
- Medal Pamiątkowy za Wojnę 1918–1921[9]
- Medal Dziesięciolecia Odzyskanej Niepodległości[9]
- Odznaka za Rany i Kontuzje (dwukrotnie)[9]